# Pterula caricis-pendulae
Pterula caricis-pendulae är en svampart som beskrevs av Corner 1970. Pterula caricis-pendulae ingår i släktet Pterula och familjen mattsvampar.   Inga underarter finns listade i Catalogue of Life.